# ロードレース世界選手権の歴史
ロードレース世界選手権の歴史（ロードレースせかいせんしゅけんのれきし）では、ロードレース世界選手権（WGP/MotoGP）の歴史などについて書き記す。

## 年表
- 1904年 - FICM（FIMの前身）が1904年に発足[1]。
- 1912年 - FICMが1912年に再発足[1]。
- 1948年 - FICMが翌年からロードレース世界選手権（WGP）開催を議決[2]。

- 1949年 - FIMが発足し、ロードレース世界選手権（WGP）開幕。エンジン排気量ごとに4クラス -- 500cc、350cc、250cc、125cc。

- 1950年 -
- 1951年 -
- 1952年 -

- 1953年 - BMWがWGPに復帰[3]。

- 1954年 - ノートンが今シーズンでワークス活動を停止[4]。本田宗一郎がマン島TTレース（イギリスGP）出場宣言[5]。

- 1955年 -

- 1956年 - スズキの鈴木俊三がバイク業界視察団長としてヨーロッパを視察[6]。

- 1957年 - 今シーズンを最後に、MVアグスタ以外の主要メーカーがワークス活動を停止[7]。

- 1958年 - 今シーズンからカウル形状は、フロントタイヤまでも完全に覆う「ダストビン」と呼ばれるフルカウルが禁止され、ハーフカウルのみ承認[4]。500ccクラスでは今シーズンからMVアグスタの17連覇が始まる[8]。

- 1959年 - ホンダが日本メーカーとして初めてロードレース世界選手権に参戦（125ccクラス、イギリスGP/マン島TTレース）[9]。

- 1960年 - 田中健二郎（ホンダ）が日本人として初めて表彰台に上がる（西ドイツGP、250ccクラス、3位）[10]。スズキがイギリスGP（マン島TTレース）に参戦[11]。

- 1961年 - MVアグスタがワークス活動を停止[12]。ヤマハが第3戦フランスGPから参戦[13]。エルンスト・デグナー（東ドイツ）が西ドイツに亡命[14]。

- 1962年 - 今シーズンから50ccクラスが始まり[15]、エルンスト・デグナー（スズキ）が世界チャンピオンになる[16]。ホンダが3クラス（350cc、250cc、125cc）のメーカーチャンピオンになる[5]。ヤマハがWGPから撤退[17]。

- 1963年 - 日本初のWGPが鈴鹿サーキットで開催される（日本GP）[18]。ヤマハがワークス活動を再開[19]。

- 1964年 -
- 1965年 -

- 1966年 - ホンダが500ccクラスのメーカーチャンピオンになり、初参戦以来、350cc、250cc、125cc[20]、50cc、各クラスのメーカー選手権を制覇。またホンダは今シーズンの日本GP（富士スピードウェイ）をボイコット[21]。

- 1967年 - ホンダが125ccクラスと50ccクラスでワークス活動を停止[22]。今シーズンの日本GP後、日本でのWGP開催が中断（再開は20年後の1987年）[23][24]。ヨーロッパで「黄禍論」出現[25]。

- 1968年 - ホンダとスズキが今シーズンからワークス活動を停止[26]。ヤマハは来シーズン（1969年）からワークス活動を停止[27]。

- 1969年 - FIMが今シーズンから新レギュレーションを適用[28]。125ccクラスではカワサキがワークスマシンで参戦し、デイブ・シモンズ（カワサキ）が世界チャンピオンになる[29]。

- 1970年 -
- 1971年 -
- 1972年 -
- 1973年 -

- 1974年 - ヤマハが4クラス（500cc、350cc、250cc、125cc）でメーカーチャンピオンを獲得[30]。

- 1975年 - ジャコモ・アゴスチーニ（ヤマハ）が500ccクラスで3年ぶりにタイトルを奪還。ヤマハに初の500ccクラス・ライダー選手権タイトルをもたらす[8]。

- 1976年 - バリー・シーン（スズキ）が500ccクラスで初タイトルを獲得[31]。スズキも初のライダー選手権獲得となった[32]。

- 1977年 - 片山敬済（ヤマハ）が350ccクラスで世界チャンピオンになる[33]。バリー・シーン（スズキ）が2年連続で500ccクラス世界タイトルを獲得[34]。アゴスチーニが2輪レースからの引退を表明。

- 1978年 - ケニー・ロバーツ（ヤマハ）が500ccクラス初参戦で世界チャンピオンになる[30]。

- 1979年 - ホンダがNR500（4ストローク）でWGPに復帰[35]。ケニー・ロバーツがライダー選手権連覇。

- 1980年 - ケニー・ロバーツ（ヤマハ）が500ccクラス3年連続世界チャンピオン達成。また、ロバーツは「ワールドシリーズ構想」を発表[36][37]。

- 1981年 - フレディ・スペンサーが第11戦イギリスGPの500ccクラスにNR500で出場[38]。マルコ・ルッキネリ（スズキ）がライダー選手権を獲得し、ロバーツの4連覇を阻止。

- 1982年 - 500ccクラスのほとんどのワークライダーがフランスGP（ノガロ）をボイコット[39]。フランコ・ウンチーニ（スズキ）がライダー選手権獲得。スズキは７年連続でメーカータイトル獲得となった。ホンダがNR500に代わる新型２ストローク3気筒マシンであるNS500を投入する。

- 1983年 - 500ccクラスでフレディ・スペンサーとケニー・ロバーツが死闘の末、スペンサーが500ccの世界チャンピオンになる[40]。ロバーツは今シーズンを最後にGPライダーを引退[41]。スズキがワークス活動から撤退。

- 1984年 - エディ・ローソン（ヤマハ）が初のライダー選手権獲得。ホンダがNS500に代わる主力マシンであるV型4気筒エンジン搭載のNSR500を初めて投入する。

- 1985年 - フレディ・スペンサー（ホンダ）が500ccクラスと250ccクラスの二冠王になる。500ccと250ccのダブルタイトルは史上初。[42]

- 1986年 - ローソンが2回目のタイトルを獲得。スペンサーは手首の故障に泣きシーズンを棒に振る。平忠彦（ヤマハ）が250ccクラスにフル参戦し1勝を挙げる。

- 1987年 - 20年ぶりに日本GP（鈴鹿サーキット）が開催される[24]。スタート方式がクラッチスタートに変更[43]。ワイン・ガードナー（ホンダ）がオーストラリア人初のワールドチャンピオンとなる。スズキがワークス活動を再開。

- 1988年 - ローソンが3回目のタイトルを獲得。ケビン・シュワンツ（スズキ）とウェイン・レイニー（ヤマハ）がフル参戦を開始。
- 1989年 - ホンダに移籍したローソンが２連覇を達成。異なるメーカーでのライダー選手権連覇は史上初。
- 1990年 - ウェイン・レイニー（ヤマハ）が初のワールドチャンピオン獲得。
- 1991年 - レイニーが２連覇を達成。上田昇（ホンダ）ら日本人ライダーが125ccクラスで大挙エントリーを開始する。

- 1992年 - FIMがロードレース世界選手権の権利をドルナ（DORNA）とバーニー・エクレストン（TWP社長 - Two Wheel Promotions）に分割[44]。ホンダが不等間隔位相同爆方式の新型エンジン（通称ビッグバン・エンジン）を搭載したNSR500を初めて投入。レイニーが3連覇を達成。エディ・ローソン（カジバ）、ワイン・ガードナー（ホンダ）が引退表明。

- 1993年 - レイニーが第12戦イタリアGPで下半身不随となる大怪我を負い引退。ケビン・シュワンツ（スズキ）が初の500ccクラスチャンピオンになる。250ccクラスで原田哲也（ヤマハ）が世界チャンピオンになり[45]、16年ぶりの日本人チャンピオンが誕生する[46]。

- 1994年 - ミック・ドゥーハン（ホンダ）が500ccクラスで初めての世界チャンピオンになる[47]。マックス・ビアッジ（アプリリア）が250ccで初のチャンピオンを獲得。坂田和人（アプリリア）が125ccで初タイトル獲得。

- 1995年 - ドゥーハンがライダー選手権連覇。シュワンツが引退を表明。青木治親（ホンダ）が125ccで初タイトルを獲得。
- 1996年 - ドゥーハンが3連覇を達成。ホンダがプライベーター向けのマシンであるNSR500Vを開発。バレンティーノ・ロッシ（アプリリア）が125ccでWGPデビュー。
- 1997年 - ドゥーハンが年間最多勝記録となる12勝を挙げ4連覇を達成。残る3戦もホンダ勢が優勝し、ホンダがシーズン完全制覇を果たす。ビアッジが250cc4連覇。ロッシが125ccで初のタイトルを獲得。

- 1998年 - ミック・ドゥーハン（ホンダ）が500ccクラスで5連覇達成[47]。坂田和人（アプリリア）が125ccで2回目のタイトル獲得。

- 1999年 - アレックス・クリビーレ（ホンダ）が500ccクラス世界チャンピオンになり[48]、ホンダNSR500が500ccクラスのライダー選手権で6連覇達成[49]。バレンティーノ・ロッシ（アプリリア）が250ccでタイトル獲得。

- 2000年 - シーズン前にミック・ドゥーハン（ホンダ）が現役引退を表明。ケニー・ロバーツ・ジュニア（スズキ）が500ccクラスの世界チャンピオンになる[50]。親子2代のタイトル獲得は史上初。

- 2001年 - 500ccクラス最後のシーズン[51]。ホンダが4月にロードレース世界選手権通算500勝を達成[20]。バレンティーノ・ロッシ（ホンダ）が最後のWGP500ccクラスチャンピオンとなる。250ccで加藤大治郎（ホンダ）が初タイトルを獲得。

- 2002年 - MotoGPクラス開始。2ストローク500ccマシンと4ストローク990ccマシンの混走となるが、4ストロークマシンが全勝[51]。ロッシが初代MotoGPチャンピオンとなる。

- 2003年 - ホンダとヤマハが2ストローク500ccマシンの製造を終了[51]。ドゥカティがワークス参戦開始。開幕戦鈴鹿で加藤大治郎がクラッシュし逝去。ロッシが連覇達成。

- 2004年 - ヤマハに移籍したロッシが3連覇達成。ヤマハは92年以来12年ぶりの最高峰クラス制覇。

- 2005年 - MotoGPクラスに参戦するロードレーサーが4ストロークマシンのみになる[51]。ロッシがMotoGP4連覇。WGP時代から合わせると最高峰クラスで5連覇。ダニ・ペドロサ（ホンダ）が250ccで2年連続チャンピオンとなる。

- 2006年 - ホンダがロードレース世界選手権最高峰クラスで[52]200勝達成[53]。ニッキー・ヘイデン（ホンダ）がライダーズタイトルを獲得し、ロッシの5連覇を阻止。

- 2007年 - MotoGPクラスのエンジンの最大排気量が800ccになる[54]。ケーシー・ストーナー（ドゥカティ）が初タイトルを獲得。ドゥカティは最高峰クラス初制覇。ホルヘ・ロレンソ（アプリリア）が250cc連覇達成。

- 2008年 - 開幕戦カタールGPが史上初のナイトレースとして開催される。ロッシが5度目のチャンピオンとなりタイトル奪還。
- 2009年 - タイヤがブリヂストンのワンメイクとなる。ロッシが2年連続、6度目のタイトル制覇。カワサキがワークス参戦から撤退。この年限りとなった250cc最後のタイトルを青山博一（ホンダ）が獲得。
- 2010年 - MotoGP2クラス開始。初代チャンピオンはトニ・エリアス（モリワキ）。ホルヘ・ロレンソ（ヤマハ）が初のMotoGPチャンピオンとなる。富沢祥也が第12戦サンマリノGPで事故死。マルク・マルケス（デルビ）が125ccクラスでタイトル初獲得。
- 2011年 - 東日本大震災の影響で日本GPの日程が変更される。ホンダに移籍したストーナーが2回目のタイトル獲得。マルコ・シモンチェリ（ホンダ）がマレーシアGPで事故死。スズキがワークス参戦休止を発表。この年限りとなった125cc最後のタイトルをニコラス・テロル（アプリリア）が獲得。
- 2012年 - MotoGPクラスのエンジンの最大排気量が1000ccになる。クレーミング・ルール・チーム(CRT)の参戦も認められる。MotoGP3クラス開始。初代チャンピオンはサンドロ・コルテセ（KTM）。ロレンソが2回目のMotoGPタイトルを獲得。ストーナーが今シーズン限りでの引退を発表。マルク・マルケス（スッター）がMotoGP2タイトル獲得。
- 2013年 - マルク・マルケス（ホンダ）がMotoGP参戦初年度にして初タイトルを獲得。
- 2014年 - マルケスが開幕10連勝を含む13勝を挙げ連覇達成。年間最多勝記録を17年ぶりに更新。
- 2015年 - ロレンソが通算3回目のタイトル獲得。スズキがワークス参戦再開。
- 2016年 - タイヤのワンメイクメーカーがブリヂストンからミシュランに変更となる。マルケスがタイトル奪回。
- 2017年 - マルケスが2回目の連覇達成。KTMがワークス参戦開始。
- 2018年 - マルケスが3連覇。中上貴晶（ホンダ）がフル参戦開始。ダニ・ペドロサ（ホンダ）が今シーズン限りでの引退を発表。
- 2019年 - マルケスが歴代最多記録となる420ポイントを獲得し4連覇を達成。ロレンソがホンダとの2年契約を破棄し、今シーズン限りの現役引退を表明。
- 2020年 - マルケスが第2戦スペインGPでの負傷によりこれ以降のレースを全てキャンセル。新型コロナウイルス感染流行のあおりを受け、日本GPを始めとする数多くのGPが開催中止または延期となる。前半戦だけで6人の優勝者が出る大混戦となり、ジョアン・ミル（スズキ）が初のチャンピオンとなる。コンストラクターズタイトルはドゥカティが13年ぶりに獲得。ホンダが1981年以来39年ぶりのシーズン未勝利に終わる。
- 2021年 - 新型コロナウイルス感染流行により、日本GPが2年連続で中止となる。ファビオ・クアルタラロ（ヤマハ）が初タイトルを獲得。バレンティーノ・ロッシ（ヤマハ）が現役引退を表明。
- 2022年 - 最大勢力となったドゥカティ勢がシーズンを支配。フランチェスコ・バニャイア（ドゥカティ）がドゥカティに13年ぶりの最高峰タイトルをもたらす。ドイツGPでホンダ勢が全員ノーポイントに終わり、1981年以来41年ぶりのホンダ車入賞者ゼロを記録。スズキが今シーズン限りを持ってMotoGPからの完全撤退を表明。
- 2023年 - MotoGPクラス予選終了後、レースディスタンスの半分の周回数で行われるスプリントレースの導入が始まる。マルク・マルケスがホンダとの契約を23年シーズンをもって解除し、24年シーズンよりドゥカティ（グレシーニ・レーシング）への移籍を発表。バニャイアが連覇達成。

## メーカーなどの動向

### 1960年前後
日本のバイクは太平洋戦争後に移動手段や荷物輸送などを目的とするビジネスバイク（実用車）として発達してきた。しかし1950年代後半に軽3輪トラックが発売されて実用車としての役割を譲ることになる。そして1958年に開催された第1回全日本モーターサイクルクラブマンレースを切っ掛けに日本のバイクはスポーツバイクとして発展していく。
ホンダの参戦
ホンダがロードレース世界選手権でワークス活動を開始した時（1959年、イギリスGP/マン島TT）の社長は本田宗一郎である。本田宗一郎は同じ敗戦国のドイツの復興に刺激されて1954年3月15日にマン島TTレース（イギリスGP）出場をホンダディーラーに文書で宣言し、ホンダ社員に対しても宣言する。「子供の時からの夢は、自分で造ったクルマで、世界チャンピオンになることだった。（省略）。絶対の自信が持てる生産体制も完了したいま、まさに好機至る!   明年こそはマン島TTレースに出場する決意をここに固めた。（省略）。我が本田技研の使命は日本産業の啓蒙にある。ここに私の決意を披露し、TTレースに出場・優勝するために、精魂を傾けて創意工夫に努力することを諸君とともに誓う」（本田宗一郎）だが当時のホンダの経営状況は悪かった。1953年12月に発売したドリーム4E（16万2千円）が強い制動力を急激にかけるとエンジンが停止したりアイドリングが不安定なったりといったトラブルが頻発して販売不振に陥っていた。1954年1月に発売したセルモーター装備のスクーター ジュノオK（18万5千円）は価格が高くて売行きが悪かった。1952年に発売した自転車取付用エンジン カブFは発売当初はベストセラーとなったが、1954年には売行きに陰りが出ていた。またホンダは1948年9月に資本金100万円で株式会社化したが、ドイツ製工作機械購入のために15億円もの借入金があって経営が悪化している時期であった。しかし、1958年8月に発売したスーパーカブ C100（5万5千円）が好評を博し、翌1959年には国内出荷台数が30万台を超え、1960年には90万台、1961年には100万台を超える大ヒット商品となった。
スズキの参戦
スズキがロードレース世界選手権でワークス活動を開始した時（1960年）の社長は鈴木俊三である。鈴木俊三は1959年の第3回全日本オートバイ耐久ロードレース後に本田宗一郎からマン島TTレースへの出場を奨められ、翌年（1960年）のマン島TTレースに出場することを決意する。マン島TTレースへの出場は決めたものの、当時のスズキは舗装された自前のテストコースを持っていなかった。そこでホンダの好意によりホンダの荒川テストコース（舗装路）を借りてマシン開発を行った。この後スズキは舗装路のテストコースを建造する。スズキは太平洋戦争前から既に織機製造の株式会社としての歴史を持っていたが、それでも資金が潤沢とは言えなかった。そのような状況下でのロードレース世界選手権参戦と舗装路テストコースの建造であった。
ヤマハの参戦
ヤマハがロードレース世界選手権（WGP）でワークス活動を開始した時（1961年）の社長は川上源一である。ホンダとスズキの活躍はヤマハ社内にも影響を与えていた。ヤマハも舗装されたテストコースを持っていなかったが急遽建造する。結果としてヤマハはWGP参戦の成功によって後発メーカーながらも急成長するのだが、もし失敗していたら親会社のヤマハの経営にも影響を与える可能性がありえる状況であった。
イタリアメーカーの撤退
イタリアのMVアグスタが1961年シーズンからロードレース世界選手権（WGP）でのワークス活動を停止することを表明した。他のイタリアメーカーは1957年を最後にワークス活動を停止している。1957年はイタリアで小型乗用車フィアット500（四輪）が発売された年である。当時のイタリアでは交通手段としてバイク（二輪）は既に普及しており、次の段階として二輪から四輪への移行期に入り、二輪の需要が落ち始めて二輪産業が縮小傾向にあった。MVアグスタ社内においてもロードレースに関心を持つ人物はドメニコ・アグスタ伯爵1人だけであった。このようなイタリア国内の経済状況を反映してイタリアメーカーがWGPでのワークス活動を停止していった。

### ホンダの復帰
4ストロークエンジンのNR500で復帰
ホンダは1959年のイギリスGP（マン島TT）からロードレース世界選手権（WGP）に参戦し、1967年シーズンまで活動、1968年以降はWGPから離れていたが、1979年に復帰した。

ホンダは500ccクラスに復帰したが、楕円ピストンの4ストロークV型4気筒エンジンを搭載したNR500での復帰だった。2ストロークエンジンを搭載したマシン（ヤマハYZR500、スズキRG500）に打ち勝つために多額の費用をかけて開発した楕円ピストンを採用した4ストローク・マシンであったが、予選を通らないこともあるほどで、1979年から1981年の3シーズンの間に1ポイントも獲得することができず、NR500は大失敗に終わった。しかしこのことはホンダの技術力の欠如を意味しているわけではない。ホンダは1960年代にも4ストローク4気筒エンジン（真円ピストン）で500ccクラスを戦ったが、エンジンは高出力であったが、その出力にシャーシーの性能が見合わず、マイク・ヘイルウッドはホンダの4気筒500ccマシンを激しく非難していた。
2ストロークエンジンのNS500へ移行
ホンダは渋々型の古いモトクロス用エンジンを元に設計した2ストロークV型3気筒エンジンを搭載したNS500で1982年のレースを戦うという現実的な選択をした。そして翌1983年にはフレディ・スペンサーに託されたこの3気筒マシンはケニー・ロバーツが駆るV型4気筒エンジンのヤマハYZR500に打ち勝ち、世界チャンピオン・マシンとなった。
燃料タンクとチャンバーの位置が逆転したV型4気筒エンジンのNSR500の登場
ホンダという会社は技術者の発言力が大きいという社風を持っている。そのためホンダの技術者はライダーの直感よりもダイナモメーター（動力計）が指し示す数値を重視してマシンを設計する。そのような背景のもとで作り出された1984年型NSR500（NV0A）は今までのマシンとはまったく異なる部品レイアウトを持ち、エンジンの上部にチャンバーを、エンジンの下部に燃料タンクを配置していた。そして、ホイールにはカーボンファイバー製のスポークを採用していた（→図）。
このV4マシンNSR500（NV0A）は大きな問題を抱えていた。1984年シーズン第1戦南アフリカGP（キャラミ）での練習走行中にカーボンファイバー製のスポークが折れてしまい、V4マシンはクラッシュし、フレディ・スペンサーは足首を骨折した。また、高速で直線などを走行する場合、ライダーは空気抵抗を減らすためと風圧によるライダー自身の疲労を避けるために、上半身を伏せてカウル内に身体が入るような姿勢をとるが、このV4マシンでは通常のマシンならば燃料タンクがある位置に走行中に高温になるチャンバーがあるため、ダミータンクカバーを介してライダーの胸は焼かれるような熱さに見舞われた。低中速コーナーでは、コーナリング中にライダーがハングオフの姿勢をとると外側の腕がダミータンクカバーに接触するため、レーシングスーツの袖のファスナー部分は高温になり、スペンサーの腕はいつも火傷していた。また、このV4マシンは燃料タンクがエンジン下部にあるので、満タン状態でスタートしたレース序盤とガソリンが消費されて燃料タンクが空に近い状態になったレース終盤とではマシンの重心が異なるため、ハンドリングがまったく異なるマシンに豹変してしまい、安定したコーナリングができなかった。スペンサーはシーズン途中から型の古い3気筒のNS500でレースを走るようになったが、このV4でも2勝している。しかしHRCの技術者は当時を振り返って「そこそこ走るが、このエンジンはスカだと言われた」と語る。
普通のマシンと同じ配置にした燃料タンクとチャンバーを持つNSR500へ移行
1985年型のNSR500（NV0B）からは普通のマシンと同様にエンジン上部に燃料タンクを、下部にチャンバーを配置するレイアウトになり、1985年にフレディ・スペンサーが、1987年にワイン・ガードナーが500ccクラスの世界チャンピオンになる。
革命的な位置にスイングアーム・ピボットを持つNSR500の登場
しかし1988年型のNSR500（NV0G）では、HRCのシャーシー担当技術者は革命的な位置にスイングアーム・ピボットを配置するように設計した。その目的は、加速時に持ち上がる前輪に対応するように後輪を持ち上げて、相対的に前輪の持ち上がりを抑えることであったが、このNSR500（NV0G）に乗るワイン・ガードナーはクラッシュの連続で、それはHRCの技術者がスイングアーム・ピボット位置を設計し直すまで続き、NSR500（NV0G）は1988年シーズンの世界チャンピオン・マシンにはなれなかった。
1989年はNSR500（NV0H）をエディ・ローソンが駆り、500ccクラスの世界チャンピオンになる。
燃料噴射装置装備のNSR500の登場
1993年になるとHRCの技術者は燃料噴射装置を装備したNSR500を開発した。ミック・ドゥーハンにこのNSR500が与えられたが、ドゥーハンは母国で開催されたオーストラリアGP（イースタン・クリーク）で完走できなかった。ドゥーハンはその後キャブレター装備のNSR500を駆って1993年シーズンを戦うが、伊藤真一は燃料噴射装置のNSR500で戦うことを余儀なくされた。なぜなら、伊藤はワークスライダーであるが、開発ライダーでもあるから。伊藤はこのNSR500でドイツGP（ホッケンハイム）を走り、時速200マイル（約320km/h）という画期的なスピード記録を出した。
NSR500の大きな設計変更を望まなかったミック・ドゥーハン
ホンダは昔からエンジンの高出力化とトップスピードを最優先してマシンを設計する傾向が強く、そのためにマシンの操縦安定性が損われてしまい、ライダーが苦労することがしばしばあった。ミック・ドゥーハンはNSR500を駆って500ccクラスのタイトルを1994年から1998年まで5年連続して獲得したが、ドゥーハンはHRCの技術者がNSR500の設計を大変更することを望んでいなかったらしく、ドゥーハンが走らせていたNSR500は1992年型NSR500に小変更を加えたマシンであった。ドゥーハンは1999年第3戦スペインGP（ヘレス）での練習走行中に転倒して負傷し、GPライダーを引退した。1999年シーズンは、アレックス・クリビーレがドゥーハンが開発に携わったNSR500を駆って500ccクラスの世界チャンピオンになった。
ミック・ドゥーハン引退後はHRC技術者の主導でNSR500を開発
ミック・ドゥーハン引退後に開発された2000年型NSR500は、以前のようにHRCの技術者はダイナモメーター（動力計）が示す値に基づいてエンジンを設計し、より高出力なV4エンジンを開発した。2000年シーズン第1戦南アフリカGP（パキサ）では、ディフェンディング・チャンピオン アレックス・クリビーレには2000年型NSR500が与えられたが、1999年型V4エンジンを搭載したNSR500を駆るロリス・カピロッシの方が予選タイムは早く、また決勝レースでもカピロッシは3位で表彰台に上がり、クリビーレは5位だった。第4戦スペインGP（ヘレス）ではHRCの契約ライダーであるクリビーレと岡田忠之、セテ・ジベルナウは1999年型NSR500か、あるいは1999年型の部品を組み込んだV4エンジンを搭載したマシンで走った。2000年シーズンのHRC契約ライダーの成績は、クリビーレがランキング9位、岡田が11位、ジベルナウが15位だった。ホンダのライダーで一番良い結果を出したライダーは2000年シーズンから500ccクラスに参戦した1999年シーズンの250ccクラス世界チャンピオン バレンティーノ・ロッシで、ランキング2位であった。
通算500勝、最高峰クラス200勝達成
ホンダのレースの歴史を振り返れば、技術革新を試みて自らを窮地に陥いれ、その後は現実的な技術を選択して勝利を獲得してきた。ホンダはレースに対して決断力と熱意、そして他のメーカーに比較してより潤沢な資金力を持っている。ホンダはロードレース世界選手権（WGP）において、1961年125ccクラス第1戦スペインGP（モンジュイック）で初勝利をあげ、2001年500ccクラス第1戦日本GP（鈴鹿）で通算500勝を達成した。WGPの最高峰クラスでは、1966年500ccクラス第1戦西ドイツGP（ホッケンハイム）で初優勝し、500ccクラスがMotoGPクラスに移行して5シーズン目の2006年第8戦オランダGP/ダッチTT（アッセン）で200勝を達成した。

## 関連組織

### 国際ロードレーシングチーム協会 (IRTA)
国際ロードレーシングチーム協会（こくさいロードレーシングチームきょうかい、IRTA - International Road Racing Teams Association）は、MotoGPに参加している全チームと主要な専門供給業者、スポンサーから成る団体のことである。

### モーターサイクルスポーツ製造者協会 (MSMA)
モーターサイクルスポーツ製造者協会（—せいぞうしゃきょうかい、MSMA - Motorcycle Sport Manufacturers' Association）は、ロードレース世界選手権に参加するモーターサイクル製造会社（メーカー）で構成される協会のことである。2003年時点で次の6社が加盟している -- Aprilia（アプリリア）、Ducati（ドゥカティ）、ホンダ、カワサキ、スズキ、ヤマハ。

### レーシング・オーガナイザーズ・アンド・プロモーターズ協会 (ROPA)
レーシング・オーガナイザーズ・アンド・プロモーターズ協会（—きょうかい）は、"Racing Organizers and Promoters Association"のことで、略称は"ROPA"。

### ドルナスポーツ (Dorna Sports)
ドルナスポーツ（Dorna Sports, S.L.）は、MotoGPの商標権を所持する会社である。CEOはカルメロ・エスペラータ（Carmelo Ezpeleta）。
ドルナは1992年からロードレース世界選手権（WGP）の運営を行っており、FIMはドルナがWGPの運営を始めてから250戦になったこを記念して、2008年5月19日にルマン（フランス）で記念式典を行い、ドルナに記念品を贈呈した。

### ツー・ホイール・プロモーションズ (TWP)
ツー・ホイール・プロモーションズ（TWP - Two Wheel Promotions）は、1992年シーズンのロードレース世界選手権（WGP）のすべての商業的権利を所有していた会社である。社長はバーニー・エクレストン。1991年にWGPのすべての商業的権利を獲得し、テレビ放映権はドルナにリース。1993年にはWGPの商業的権利をドルナに売却した。

## コース

### マン島TT クリプス・コース
マウンテン・コースの南東に位置する1周17.38kmの公道を使用したロードコースで、マウンテン・コースの一部も使用する。コース名は、人造湖のクリプス湖（Clypse Resevoir）を周回することに因んで名付けられた。ホンダが1959年に初めてWGPの125ccクラスに参戦したときに使用されたコースである。
- Clypse Course - The official Isle of Man TT website（マン島TT クリプス・コース図）、閲覧日 2009年10月25日

## 慣習等

### WGPを引退するライダーにかける言葉「おめでとう」
ロードレース世界選手権（WGP）を引退するライダーに対して、WGP関係者はそのライダーに対して「おめでとう」と言う。その意味についてイギリス人ジャーナリストのケル・エッジは次のように説明している。
「会社を定年退職した人に『おめでとう』とはいわないが、学校を卒業した人には『おめでとう』というでしょ。なぜなら、彼らには未来があるから」（ケル・エッジ）

### ライダーの居住地の変化
かつては、ライダーたちはロードレース世界選手権が開催されるヨーロッパ各地のサーキットまで車で移動していたため、彼らの居住地としてヨーロッパの中心部が選ばれることが多かった。しかし、現在のトップライダーたちは航空機を使って各サーキットまでやって来るようになったので、居住地はどこでもよくなった。これはトップライダーたちの報酬がそれに見合ったものになったからである。このような環境を作り出すことに、片山敬済やバリー・シーン、ケニー・ロバーツらが大きな役割を担った。

### パドックの変化
かつてのパドックの雰囲気は和やかなものであった。ライダーやメカニック、チームディレクターなどがお互いにそれぞれのキャンプ場所を自由に訪れ、談笑したりしていた。一緒に酒を呑んだり、食事をしたりして楽しんでいた。しかし、日本の4メーカーが500ccクラスに多額の費用をかけるようになってからパドックの様子は変化し、チームの関係者以外の者が近づくと嫌悪感を示すようになった。このような状況になったのは、各チームが1シーズンを戦うために数十億円という費用をかけていることが影響している。
パドック内の設備は貧弱なものであったが、ライダーやジャーナリストたちが長年サーキット側に改善を申し入れ続けて少しずつ良くなってきて、トイレやシャワーが設置されるようになり、また、サーキットにもよるが、簡単な手術ができる救急施設を設置しているところもある。ここまで来るには、ライダーたちは大きな犠牲を払ってきた。多くの事故やライダーの死、レースのボイコットを行いながらやっと手に入れたものである。

### ライダーたちの人間関係の変化
ロードレース世界選手権の開催に莫大な資金が動くようになってからはライダーたちの人間関係も変化してきた。アマチュア的なレース運営が為されていた頃のライダーたちの人間関係は和気藹藹としてものであった。サーキットからサーキットへの移動中に、あるライダーのトランスポーターが故障などで止まっていたりすると他のライダーたちが修理を手伝ったり、既にパドックに到着しているライダーたちはそのライダーに代わってレースへのエントリーの手続きをすませたりしていた。しかし、そのような人間関係は今はなく、故障で止まっているトランスポーターを見かけても挨拶代わりに軽くクラクションを鳴らして通り過ぎて行く程度である。従来は、ライダーたちはコンチネンタルサーカスの一員として一つの共同体に属しているような関係にあったが、今やレースは完全に仕事となった。以前のようなコンチネンタルサーカスの共同体の一員としての気持ちを持っていた最後の世代のライダーは、バリー・シーンやフランコ・ウンチーニ、マルコ・ルッキネリ、ケニー・ロバーツである。

### サイレンサー（消音器）装着
以前は、GPマシンにはサイレンサー（消音器）が装着されていなかったが、1976年頃にサイレンサーの装着がレギュレーションで規定された。これにはライダーたちから不満が出たが、当時のFIMの責任者がライダーたちへその経緯を説明した。説明の概要は以下のようなものである。
「ロードスポーツに乗るライダーたちはGPマシンに憧れて、自分たちのバイクをGPマシンのように改造して、サイレンサーを装着しないで公道を走り、騒音問題を引き起こしている。GPマシンにサイレンサーが装着されれば、公道を走るライダーたちも自分たちのバイクにGPマシンと同じようにサイレンサーを装着するようになるだろう」（FIM責任者）
この説明にはライダーたちも納得し、GPマシンにサイレンサーが装着されるようになった。現在、MotoGPではMotoGP初期の頃より騒音規制が緩和されている。迫力のある音を出すためだそうである。モーターサイクルレースを取り巻く社会環境が変化してきたようである。逆にロードスポーツでは騒音規制が厳しくなっている。アフターマーケットメーカーのロードスポーツ用サイレンサーの騒音自主規制の厳しさには警察も驚いたそうである。

## 関連文献
書籍
- アラン・カスカート『究極のレーサー - 時代を駆けたGPマシンたち』（初版）山海堂、1994年7月30日 第1刷発行。ISBN 978-4381076830。
- 『THE RACE FOR LEADERSHIP』(株)モータースポーツランド、1962年5月 発行。- 1961年WGP第4戦イギリスGP/マン島TTのレースレポート。
- Scott, Michael (6 Oct 2008), 60 Years of MotoGP, UK: Carlton Books Ltd, ISBN 978-1847321343
- Walker, Mick (November 2002), Mick Walker's Japanese Grand Prix Racing Motorcycles, UK: Motorbooks Intl, ISBN 978-0953131181

 雑誌 
- CYCLE WORLD
  - Cameron, Kevin, “Your Name Here”, CYCLE WORLD (USA) VOL. 38 (NO. 7, JULY 1999):  pp. 92-103